# مسجد الحاج غفار
مسجد الحاج غفار هو مسجد تاريخي يعود إلى عصر القاجاريون، ويقع في تبريز.